# لوشنه
لوشنه (به لاتین: Lusiny) یک روستا در لهستان است که در گمینا بارتوشتسه واقع شده‌است.